# Saint-Ferréol, Haute-Savoie
Saint-Ferréol är en kommun i departementet Haute-Savoie i regionen Auvergne-Rhône-Alpes i sydöstra Frankrike. Kommunen ligger i kantonen Faverges som tillhör arrondissementet Annecy. År 2022 hade Saint-Ferréol 882 invånare.

## Befolkningsutveckling
Antalet invånare i kommunen Saint-Ferréol
| Referens: INSEE |